# فردریک کرینز
فردریک کرینز (به انگلیسی: Frederik Cryns) متولد ۱۹۷۰ میلادی در بلژیک است. او یک پژوهشگر و استاد دانشگاه است و معاون مرکز تحقیقات بین‌المللی ژاپن‌شناسی است که در تاریخ دوره سنگوکو، تاریخ مبادلات ژاپن و اروپا و تاریخ علم تخصص دارد.
تحقیقات کنونی من بر شخصیت‌های توکوگاوا ایه‌یاسو، هوسوکاوا تاما و ویلیام آدامز (دریانورد) در اواخر دوره سنگوکو متمرکز است. من به‌طور خاص به زندگی زنان در دوره سنگوکو و فرهنگ سامورایی علاقه‌مند هستم. همچنین در تلاش هستم تا تاریخ اولیه روابط خارجی ژاپن با تحقیق در مورد اسناد پایگاه تجاری شرکت هلندی در هیرادو را روشن کنم.